# کیشر فولر
کیشر فولر (اسپانیایی: Keysher Fuller‎؛ زادهٔ ۱۲ ژوئیهٔ ۱۹۹۴) بازیکن فوتبال اهل کاستاریکا است که به عنوان مدافع راست برای لیگ FPD Club Sport Herediano و تیم ملی کاستاریکا بازی می‌کند . 
فولر اولین بازی خود را برای تیم ملی بزرگسالان کاستاریکا در ورزشگاه آوایا در 2 فوریه 2019 مقابل ایالات متحده انجام داد .